# Castine (Maine)
Castine è un comune statunitense dello stato del Maine, nella contea di Hancock.
Nei secoli XVII e XVIII era la città più meridionale del territorio francese di Acadia.
La città si trova sulla penisola che si estende nella baia di Penobscot e sull'estuario del fiume Bagaduce. Confina a nord-est con Penobscot, dall'altra parte del Bagaduce, a sud-est, con Brooksville e a sud-ovest con Islesboro.
È attraversata dalle strade statali 166 e 166A. 

## Storia
Chiamata Majabigwaduce dalla tribù Tarrantine degli Abenachi, Castine è una delle più antiche città della Nuova Inghilterra. È situata sulla baia di Penobscot, si trova vicino alla località di Fort Pentagouet. Poche località della Nuova Inghilterra hanno avuto una storia più tumultuosa di Castine, che si proclama «la linea di combattimento di quattro nazioni».
La posizione di controllo all'estuario del fiume Penobscot ne fece della penisola ove si trova un lucroso luogo di commercio delle pellicce e del legname, come anche il capolinea della più battuta via di trasporto verso l'interno. Tutto questo era di particolare interesse per le potenze europee che si disputavano il Nuovo Mondo, in particolare Francia, Paesi Bassi ed Inghilterra. A periodi alterni essa veniva occupata dai francesi, dagli olandesi e dagl'inglesi della colonia di Plymouth.
La penisola di Castine compare su una mappa sottoposta nel 1612 al re di Francia Enrico IV da Samuel de Champlain, che la chiamò Penisola Pentagoët. Castine fu fondata come parte del programma difensivo dell'Acadia, nell'inverno del 1613, allorché Claude de Saint-Etienne de la Tour vi stabilì un centro commerciale per trattare con gl'indiani Tarrantine, oggi conosciuti come Penobscots).
Una volta creato il centro commerciale a Castine, un'incursione inglese del capitano Samuel Argall all'isola di Mount Desert nel 1613 diede il via ad una lunga controversia di confine tra i francesi di Acadia, a nord, e le colonie inglesi a sud. La Tour replicò immediatamente all'incursione inglese per ristabilire il centro commerciale, sulla scia dell'incursione di Argall. Il capitano John Smith tracciò una carta della zona nel 1614, riferendo sulla presenza di mercanti francesi. Nel 1625, Charles de Saint-Étienne de la Tour, figlio di Claude, eresse un forte chiamato Fort Pentagouet. Esso fu conquistato tre anni dopo da coloni inglesi provenienti dalla colonia di Plymouth, che ne fecero un avamposto amministrativo per la loro colonia.
Nel 1635 esso venne riconquistato dai francesi che lo incorporarono nuovamente nell'Acadia; il governatore Isaac de Razilly inviò Charles de Menou d'Aulnay de Charnisay a riprendere il villaggio. Nel 1638, d'Aulnay costruì un forte più consistente, chiamato Fort St. Pierre. Emmanuel Le Borgne, già governatore di Acadia, che avanzava pretese di proprietà sulla zona, vi compì un'incursione con 100 uomini nel 1653.
Il maggior generale Robert Sedgwick guidò una spedizione di 100 volontari della Nuova Inghilterra e 200 soldati di Oliver Cromwell contro l'Acadia nel 1654. Prima di prendere la sua capitale Port Royal, Sedgwick occupò e saccheggiò l'insediamento francese di Pentagouet. Da allora gl'inglesi occuparono l'Acadia per i successivi 16 anni.

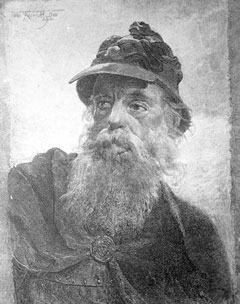
Il barone Jean-Vincent de St. Castin.

Nel 1667, dopo che il trattato di Breda del 1667 aveva portato la pace, le autorità francesi inviarono il barone Jean-Vincent de Saint-Castin a Pentagouet, affinché ne assumesse il comando. Il barone sposò un'indigena Abenachi, figlia del sachem  Modockawando. Ella aveva adottato il nome francese Matilde e diede al barone 10 figli. Rimasto vedovo, il barone sposò un'altra indigena Abenachi, di nome Marie Pidiwammiskwa, che gli diede altri due figli. Castine divenne così presto una forza nel commercio coloniale e nella diplomazia.
Durante la guerra d'Olanda (1674), Pentagouet ed altri porti di Acadia furono catturati dal capitano olandese Jurriaen Aernoutsz, che, giunto da Nuova Amsterdam, ribattezzò Acadia New Holland. Nel 1676 Castin riconquistò l'insediamento e lo rinominò Bagaduce, una versione abbreviata di Majabagaduce.
Nel 1688, durante la Guerra di Re Guglielmo, l'insediamento di Castin venne saccheggiato dal governatore inglese Sir Edmund Andros ed in risposta Castin iviò i guerrieri Abenachi contro l'insediamento di Pemaquid (oggi Bristol, nel Maine) nell'agosto del 1689.
Nel 1692 il villaggio fu nuovamente occupato dagl'inglesi, quando il maggiore Benjamin Church distrusse il forte e saccheggiò il villaggio. Con il rientro di Castin e del figlio in Francia, l'insediamento si ridusse ad un gruppo di case sparse.
Durante la guerra della Regina Anna, in risposta alle incursioni francesi su Deerfield, del febbraio 1704, Benjamin Church, divenuto colonnello della Nuova Inghilterra, compì un'altra incursione sull'insediamento francese, chiamato ora Penobscot, prima di dedicarsi agli altri insediamenti dell'Acadia. Durante l'incursione venne catturata anche la figlia di St. Castin.
Alla fine della Guerra franco-indiana, che garantì agl'inglesi il Nordamerica, le terre libere lungo le coste del Maine furono aperte agl'insediamenti dai coloni della Provincia della Massachusetts Bay. Alla fine degli anni 1760 contadini, artigiani e piccoli mercanti iniziarono a prendere in proprietà delle terre intorno a "Major Baggadoose". Poiché il commercio della pellicce era da lungo tempo finito, l'abbondanza di pesca e di legname attrasse non solo imprenditori, ma anche l'attenzione del governo britannico, che era continuamente alla ricerca di rifornimenti per la sua crescente marina. Bagaduce era specialmente apprezzata per la fornitura di legname adatto alla costruzione di alberi per le navi da guerra britanniche.
All'inizio di luglio del 1779, quasi tre anni dopo che i patrioti americani avevano dichiarato l'indipendenza dalla Gran Bretagna, una forza navale militare britannica, agli ordini del generale Francis McLean, approdò nel porto di Castine, sbarcò le truppe, e stabilì la colonia della Nuova Irlanda. Fu iniziata la costruzione di Fort George su uno dei punti più alti della penisola. Allarmati da questa incursione, l'autorità dello Stato del Massachusetts, inviò la cosiddetta Spedizione di Penobscot. Essa consisteva in una flotta di 19 vascelli armati con 344 cannoni e di 24 navi da trasporto, al comando di Dudley Saltonstall, ed una forza da sbarco di 1200 uomini al comando del generale Solomon Lovell e del suo secondo, generale Peleg Wadsworth.

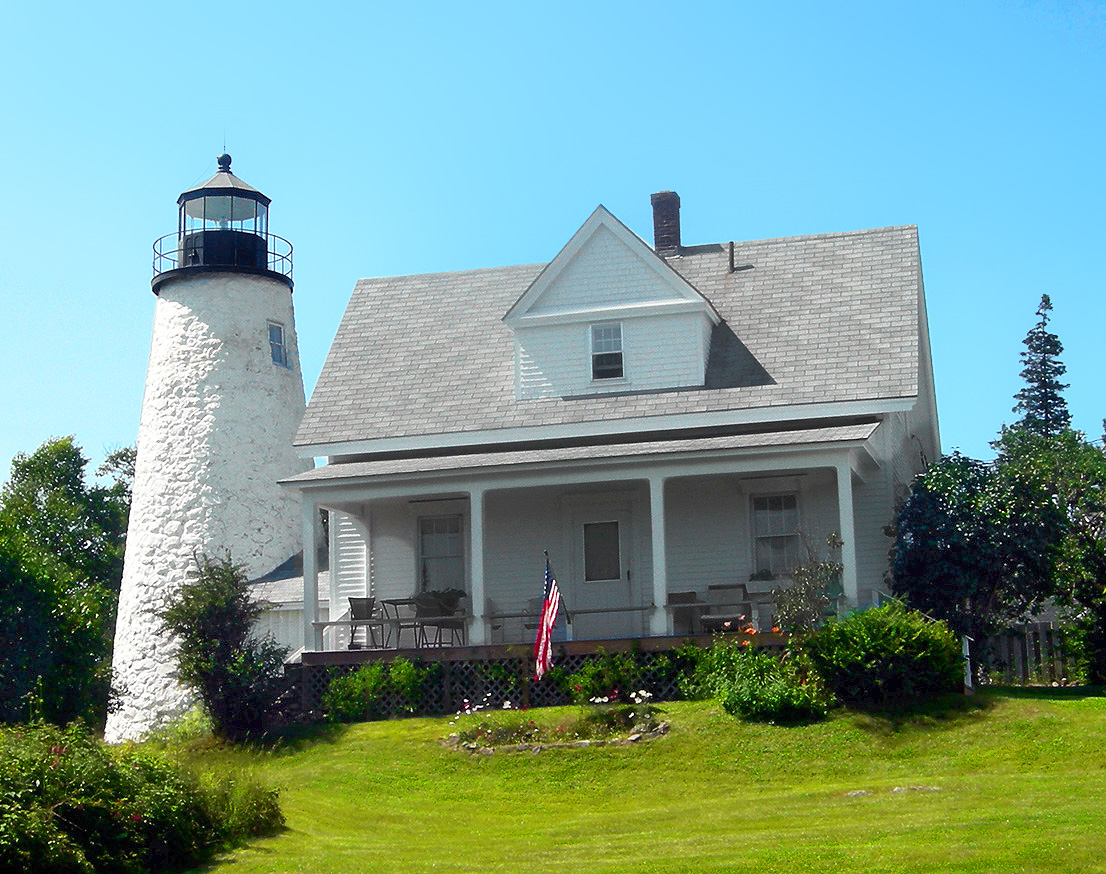
Il faro di Castine

La spedizione si rivelò una disfatta: i soldati britannici, pur inferiori di numero rispetto agli americani, riuscirono a respingere il nemico per quasi tre settimane, finché apparvero all'ingresso della baia i rinforzi britannici. Alla loro vista gli americani si ritirarono, distruggendo tutta la loro flotta per impedire che finisse in mani nemiche. Dudley Saltonstall venne processato da una corte marziale con l'accusa di codardia e d'insubordinazione e condannato.
Al termine della Guerra di indipendenza Americana, molti coloni leali alla corona Britannica emigrarono verso est nella zona costiera del Canada, attraversando il confine tra il Canada e gli Stati Uniti d'America segnato dal fiume Saint Croix e stabilendosi a St. Andrews, una delle più antiche città del Nuovo Brunswick. Inoltre, molti soldati del 74º reggimento, che avevano combattuto a Castine contro le truppe della Spedizione di Penobscot, rifiutarono il rimpatrio e preferirono seguire i lealisti in Canada.
Nel 1762 venne assegnata alle terre di un gruppo di proprietari terrieri la denominazione di Township Number Three, più nota come Majorbigwaduce o Majabigwaduce. Dopo alcune controversie la Township Number Three venne riconosciuta dalle autorità, nel 1787, come città di Penobscot.
Penobscot allora comprendeva le attuali città di Castine, Penobscot e Brooksville. Il 10 febbraio 1796 il Commonwealth of Massachusetts approvò una legge che separava da Penobscot la città di Castine, che tenne la sua prima assemblea il 4 aprile di quell'anno.
Durante la Guerra anglo-americana Sir John Coape Sherbrooke inviò in agosto e settembre del 1814, dalla sua base di Halifax in Nuova Scozia, una flotta e 500 soldato britannici per conquistare il Maine e ristabilire la colonia di Nuova Irlanda. In 26 giorni essi riuscirono ad impossessarsi di Hampden, Bangor e Machias, distruggendo o catturando 17 navi statunitensi. Essi vinsero la battaglia di Hampden ed occuparono il villaggio di Castine fino alla fine della guerra, quando, con il trattato di Gand, i territori occupati tornarono agli Stati Uniti. Gl'inglesi lasciarono Castin nell'aprile 1815, portandosi dietro 10.750 sterline racimolate con le tasse doganali incassate nel periodo di occupazione, che vennero poi utilizzate per creare la Dalhousie University ad Halifax, nella Nuova Scozia.
Con la crescita economica del dopoguerra, la città prosperò: sede della contea di Hancock, fu centro di cantieri navali e di commercio sulla costa. Negli anni 1820 era divenuta uno dei maggiori porti per le flotte pescherecce americane dirette ai Grandi Banchi di Terranova.La prosperità venne anche dall'industria del legno, nella quale la parte orientale del Maine dominava il resto del paese prima della guerra di secessione americana. Tale periodo di prosperità vide anche la costruzione a Castine di pregevoli fabbricati in stile di architettura federale e neoclassica.
Dopo la guerra civile tuttavia iniziò il declino di Castine. La sua flotta, che una volta solcava i mari del globo, trasportava ora carbone, legna da ardere e calce tra in porti della costa, in concorrenza con la ferrovia e le navi a vapore. I giovani ambiziosi cercavano fortuna altrove. La sede della contea si era intanto trasferita, nel 1838, a Ellsworth.
Tuttavia, negli anni 1870 la sua architettura e la freschezza delle sue estati attirò le famiglie che cercavano quiete e riposo. Il suo fascino richiamò anche famosi intellettuali tra i quali Harriet Beecher Stowe e Henry Wadsworth Longfellow, che ne romanzarono il passato. Negli anni 1890 ricche famiglie di Boston, Hartford e Chicago vi acquistarono vecchie fabbriche e case di comandanti di navi. Pensioni ed hotel aprirono a Castine le loro attività ed essa rifiorì come colonia estiva.
Negli anni 1930 Castine riprese il suo declino: la grande depressione e lo sviluppo dell'automobile avevano ucciso l'attività degli hotel, delle linee di navigazione che collegavano le coste e queste alle isole costiere e l'industria locale del pesce. La sua fortuna tornò solo negli anni 1960, con la riscoperta del fascino della città da parte della giovane generazione di vacanzieri estivi.

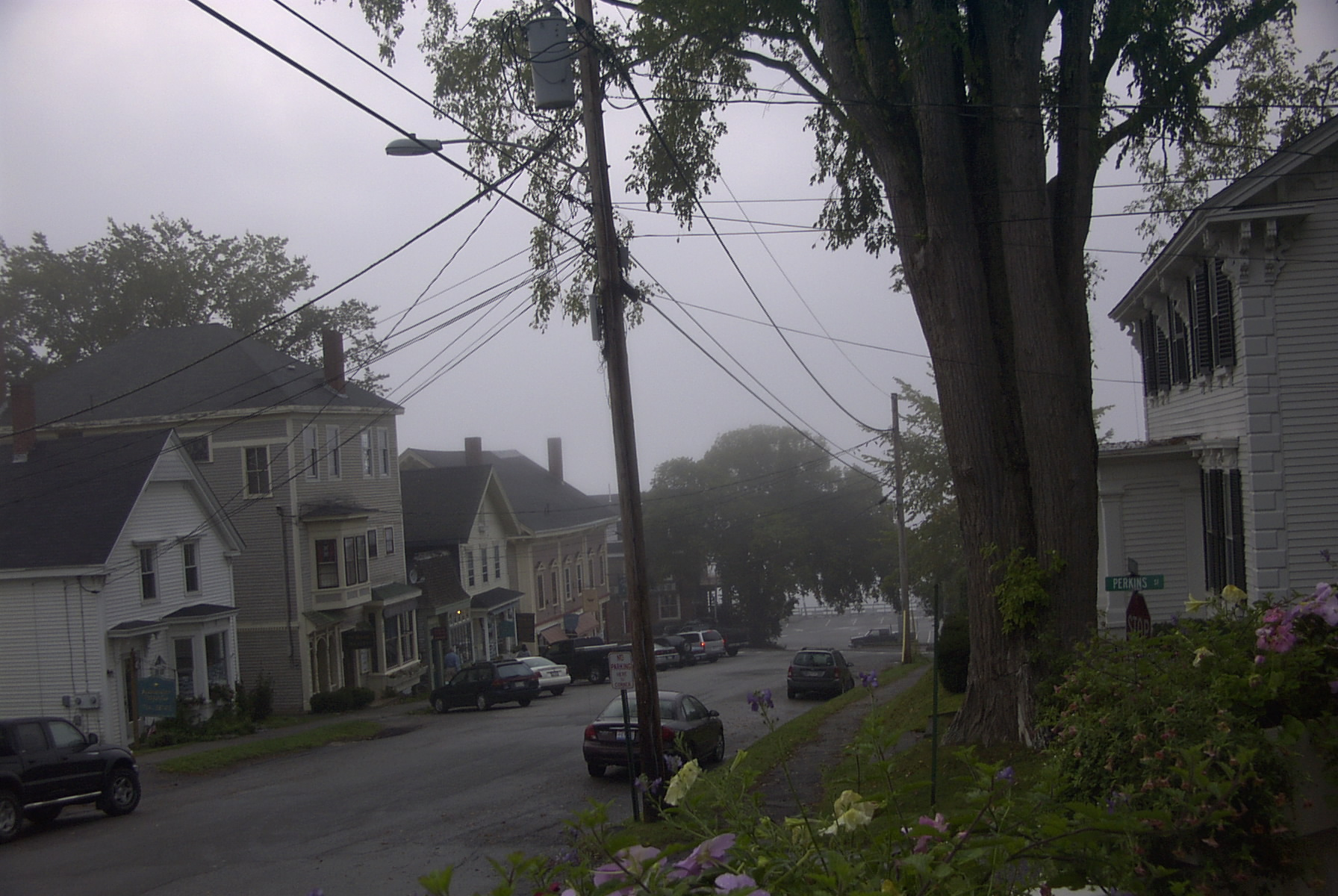
La via principale verso Town Dock

Un elemento determinante nel revival  della città è stata l'espansione dell'Accademia Marittima del Maine. Nata nel 1941 per formare marinai, dagli anni 1980 l'Accademia offre una gamma di corsi d'ingegneria, management, trasporti e scienze nautiche ed oceaniche.
Castine ha un numero di località storiche e parchi (comprese le rovine degli scavi britannici Fort George), un porto con acque profonde, un club non esclusivo che offre campi da golf, da tennis e possibilità di navigazione con yacht, ristoranti e quattro chiese (episcopale americana, cattolica, congregazionale e unitaria universalista).